# Pécs története
Pécs története a jelenlegi baranyai megyeszékhely, illetve a korábban Sopianae névre hallgató ókori római, még korábban pedig kelta település történelmére vonatkozik. Miután 1543-ban elfoglalták az oszmán hódítók, megerősítették Pécset, és igazi keleti várossá formálták. A templomokat mecsetté alakították (törökül cami, ejtsd dzsámi – két dzsámi ma is áll, de az egyik mára keresztény templom lett). Badeni Lajos serege 1686. október 14-én elfoglalta a várost a törököktől. Pécs 1780-ban szabad királyi városi rangot kapott a királytól.
Pécs nyerte el 2005. október 19-én a 2010-es Európa kulturális fővárosa (EKF) címet (megelőzve Miskolc és Eger városát), ennek keretében hatalmas projektekkel látott neki a város önkormányzata a fejlesztésekhez, úgymint egy koncertközpont, egy tudásközpont és a Zsolnay Kulturális Negyed

## Az ókori római és a kora középkori város

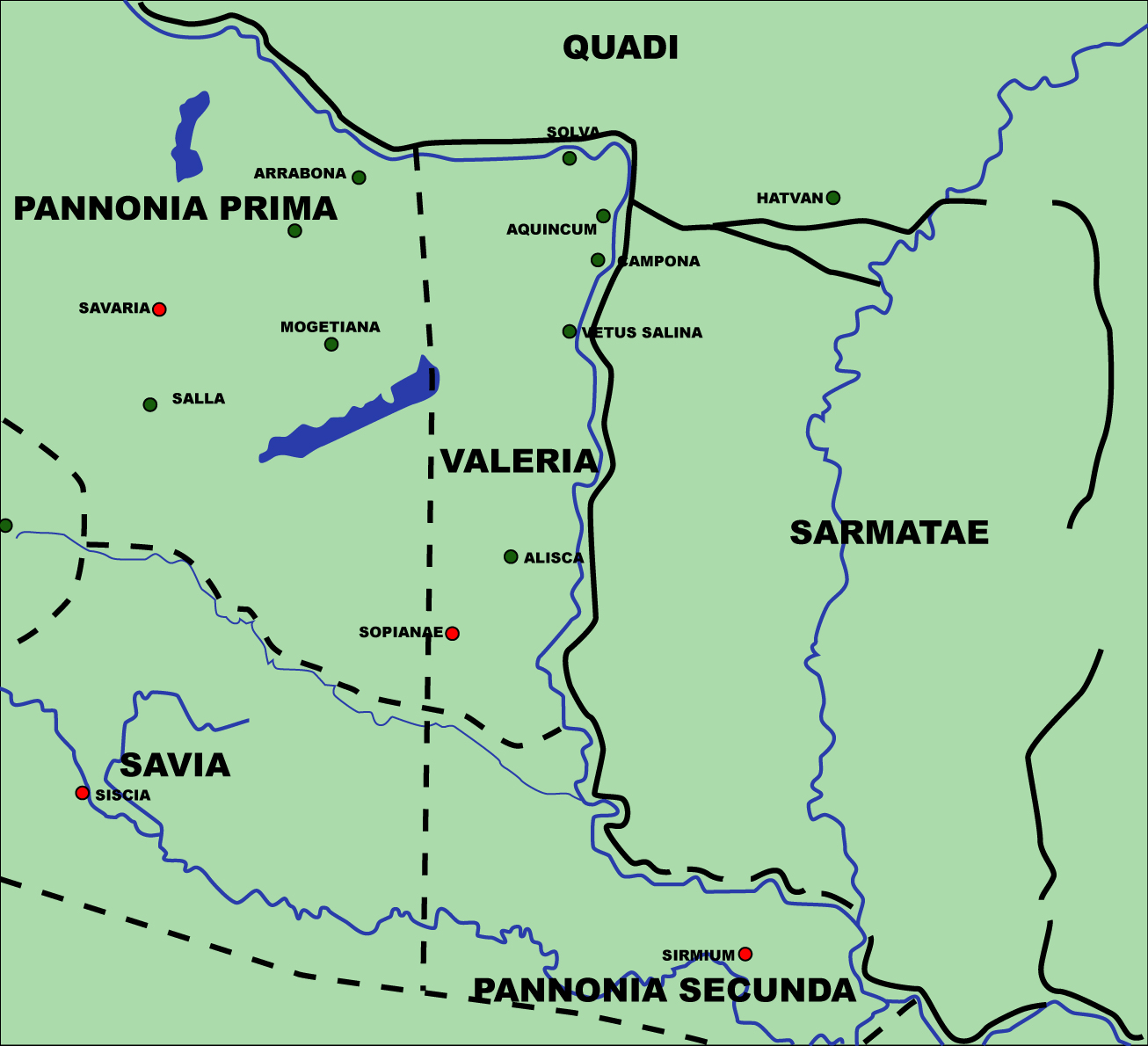
296 után Sopianae lett Valeria fővárosa

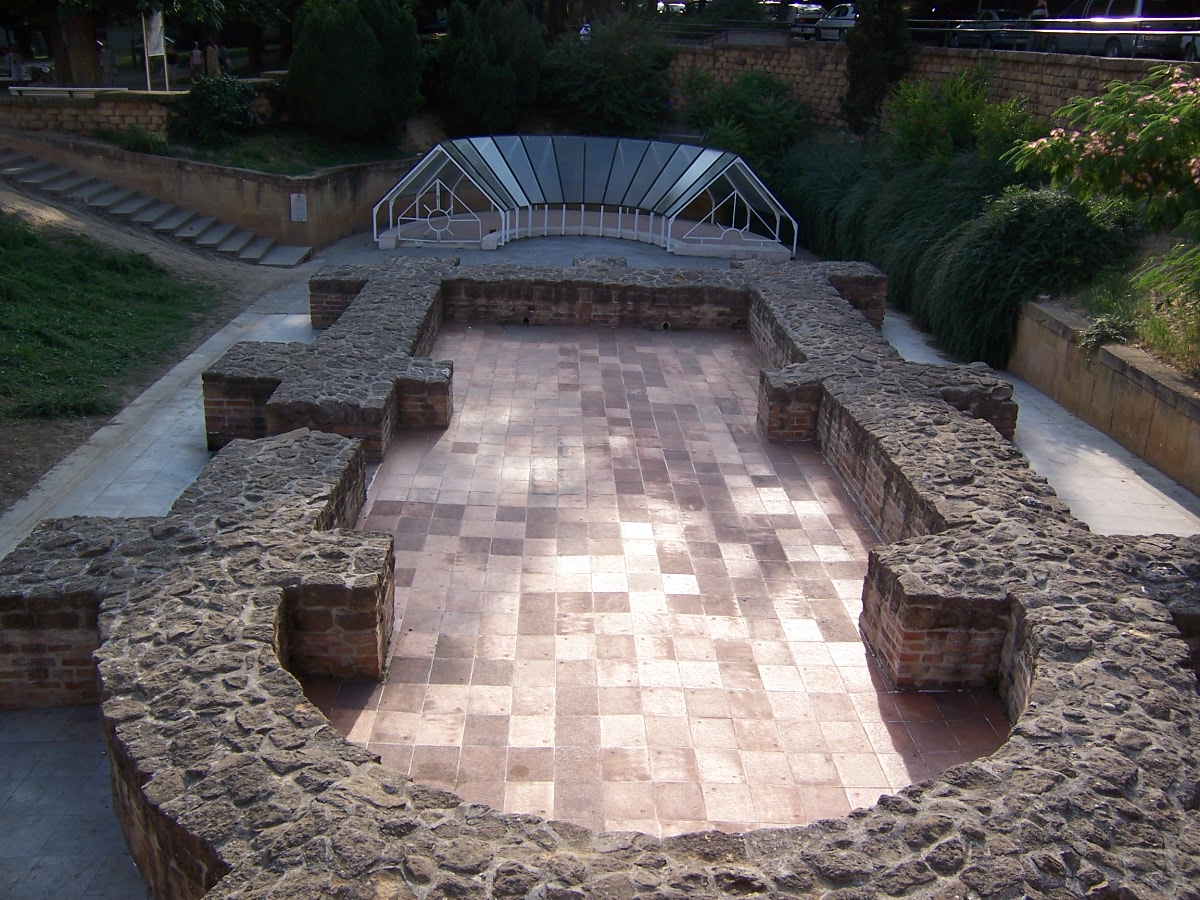
Az ókeresztény sírkamra fölé emelt kápolna maradványai

A mecseki, mélyvölgyi barlangban 60-80 ezer évvel ezelőtti telep nyomaira bukkantak, a Makár-hegy körülbelül hatezer éves neolitikus településnek adott otthont, a Jakab-hegyen pedig kelta sáncrendszerek maradványira találtak rá a régészek. A vonaldíszes kerámia népe lakta ezt a környéket először, magaslati településük a Makár-hegy fennsíkján terült el. A rómaiak előtt (a keltákon kívül) illírek is laktak a környéken.
Sopianae városát a rómaiak alapították a Kr. u. első század második felében, amikor a Dunántúl a Római Birodalom Pannonia provinciája volt. Városi rangot csak később kapott Hadrianus császár uralkodása idején (117–138). A név a mocsarat jelentő kelta „sop” szó többes számából eredhet. Sopianae központja ott volt, ahol ma a Postapalota áll. A római vízvezeték egyes részei a mai napig láthatóak. Amikor Pannoniát négy részre osztották, a 3. század végén Diocletianus ideje alatt, Sopianae lett a Valeria nevű tartomány fővárosa. A tartomány nevét, Galerius Maximianus (kb. 250–311. május 5.) császár feleségének nevéről kapta. 2008 őszén a volt központtól több mint egy kilométerre, a Balokányban római leletekre bukkantak. Ezek már egyértelműen a római városon kívül helyezkedtek el. Sopianae a rómaiak idejében 8-10 ezer fős város volt.
A 4. század első felében terjedt el a kereszténység. Az első keresztény temetők a városban ebben a korban keletkeztek, azon a helyen, ahol ma a székesegyház áll.
A század végére a barbár betörések és a hunok hódításai következtében a rómaiak hatalma gyengült a térségben. Amikor Nagy Károly csapatai megérkeztek, a várost már avarok és szlávok lakták. Nagy Károly rövid időre a Frank Birodalomhoz csatolta a területet. Egyházi szempontból a salzburgi püspökséghez tartozott.
A kora középkorban egy salzburgi dokumentum említi először a várost Quinque Basilicae („öt székesegyház”) néven, 871-ben. A név utalhat arra, hogy a város templomainak építésekor öt ókeresztény kápolna köveit használták fel, de a város északnyugati határában létesített „központi” temetőre is.

## A város a középkorban

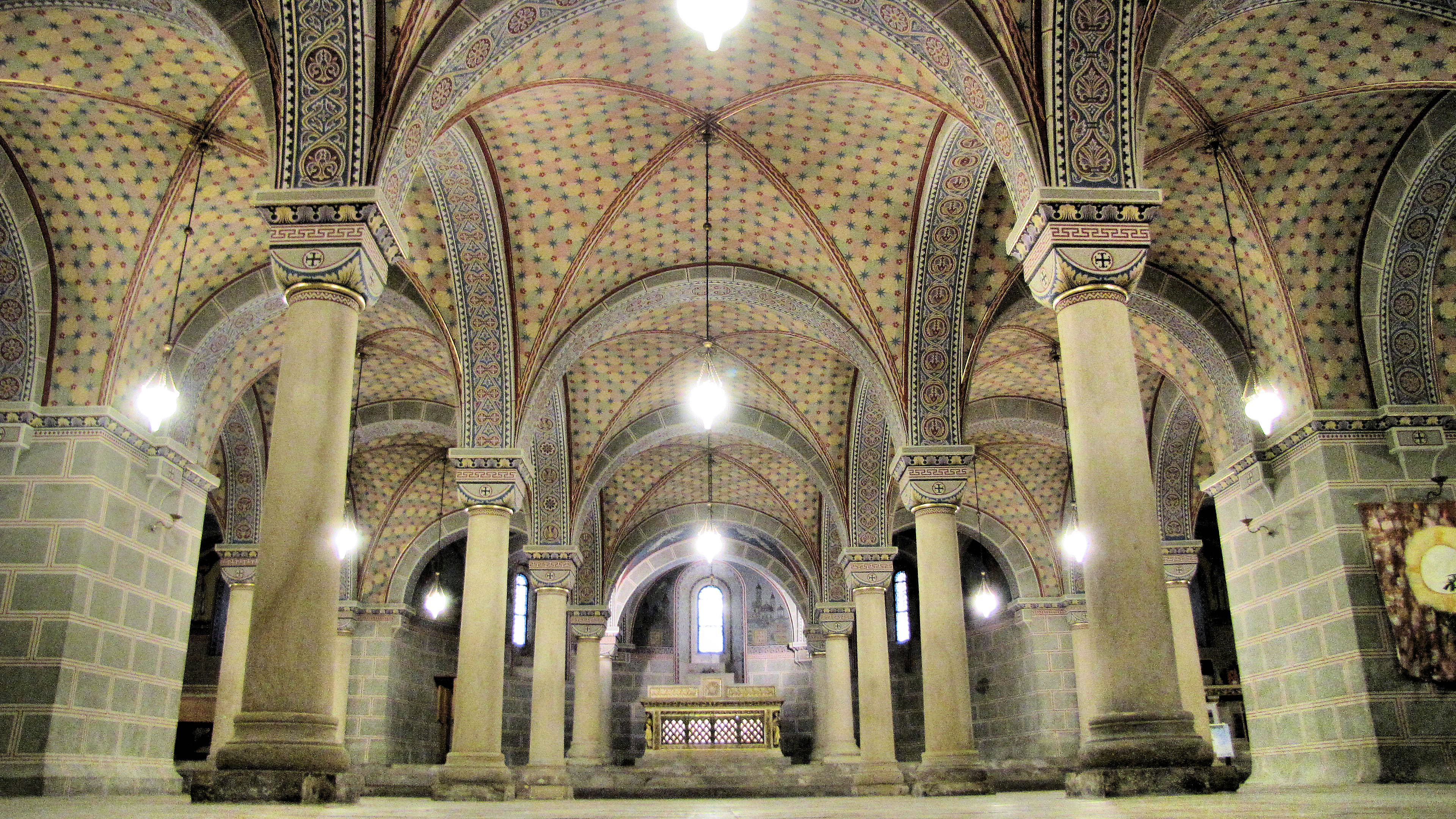
A székesegyház altemploma

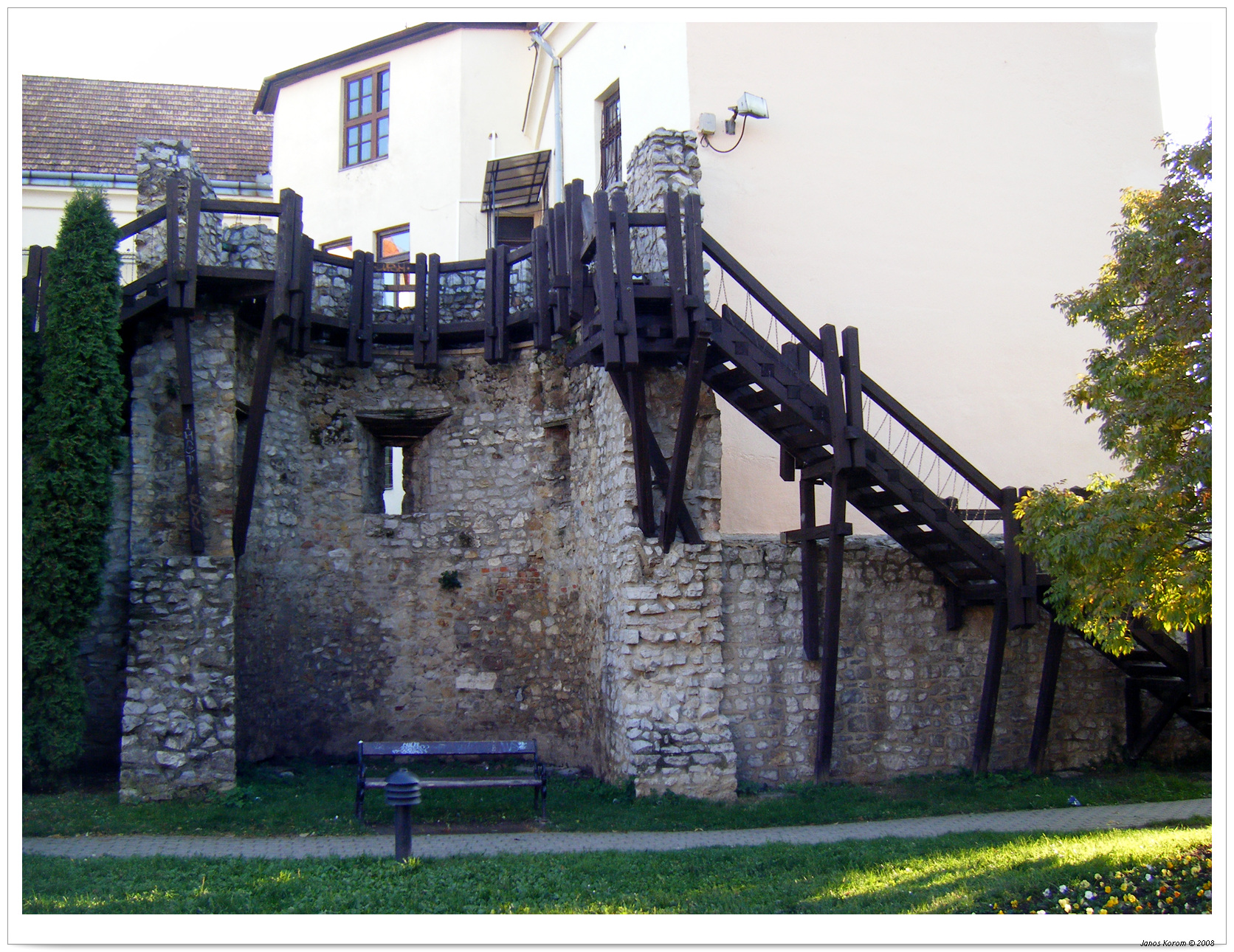
Régi városfal Pécs belvárosában, a Citrom utcában

A honfoglalás után nem Pécs, hanem a közeli Baranyavár lett az újonnan megalapított Baranya vármegye központja, Pécs azonban fontos egyházi központ, püspöki székhely maradt. Latin nyelvű dokumentumok Quinque Ecclesiae („öt templom”) néven említik. I. István király 1009-ben megalapította a pécsi püspökséget.
Orseolo Péter magyar király idején épült a pécsi székesegyház, amely végül az uralkodó temetkezési helye is lett. 1064-ben itt koronázta meg Salamon királyt Szent Mór pécsi püspök. Abban az évben a király itt ünnepelte a húsvétot, miután kibékült unokatestvérével, a későbbi I. Géza királlyal. A rákövetkező napon a katedrális leégett és csak ezután épült a ma is létező székesegyház.
A várost 1235-ben említik először Pécs néven; egy feljegyzésben fordul elő a Pechyut (pécsi út) név. A városban több szerzetesrend is megtelepedett, elsőként a bencések 1076-ban. 1181-ben már ispotály állt a városban. Az első dominikánus kolostor 1238-ban épült Pécsett. Ekkoriban a városnak nem lehetett kőből épült várfala, ugyanis 1242 február végén Pécset könnyen elfoglalták és kifosztották Batu kán csapatai.
Nagy Lajos 1367-ben egyetemet alapított Pécsett, alkancellárja, Vilmos pécsi püspök tanácsára. Ez volt Magyarország első egyeteme. V. Orbán pápa által kiadott alapító oklevele nagymértékben hasonlít a bécsi egyetemére, kijelenti, hogy az egyetemnek a teológia kivételével minden tudomány oktatásához joga van. A tanárok domonkos szerzetesek voltak, ám ennél több adat jóformán nem maradt fenn. Azt sem tudni, hogy pontosan hol állt az egyetem és pontosan mennyi ideig. Az utolsó hiteles adat az egyetemről 1464-ből való. 1387 áprilisában Horváti János és Palisnai János vránai perjel megtámadta a várost, nagy pusztítást okoztak, lerombolták a templomokat, kolostorokat, felperzselték a házakat, de a várat nem vették be. A támadás oka a mai napig nem ismert, viszont Horváti Jánost nem sokkal később kivégezték.
Kedves tartózkodási helye volt e város Mátyás királynak, s fia is, Corvin János herceg, a sárvári ütközet után a megmentett koronával ide menekült, Zsigmond püspökhöz. 1459-ben Janus Pannonius humanista költő lett Pécs püspöke; ő tovább erősítette a város kulturális jellegét. 1476-ban itt ülésezett az országgyűlés is. 1495-ben II. Ulászló magyar király és a török porta itt három évre fegyverszünetet kötött, a mohácsi vész után azonban Nagy Szulejmán seregei kifosztották Pécset, lemészárolták a lakosságot, és felégették a várost.

## Pécs a török uralom idején

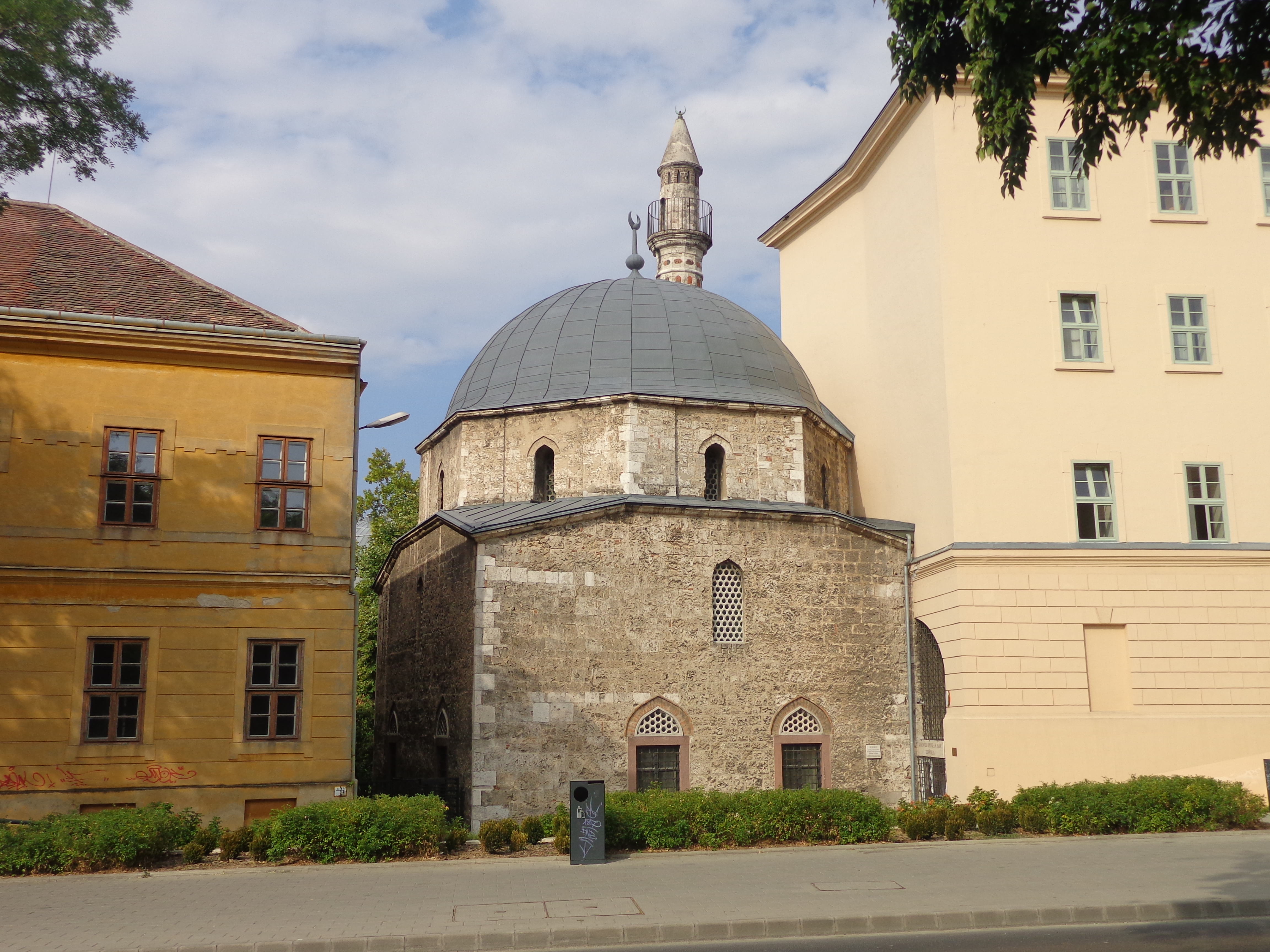
Jakováli Hasszán dzsámija a Kórház téren

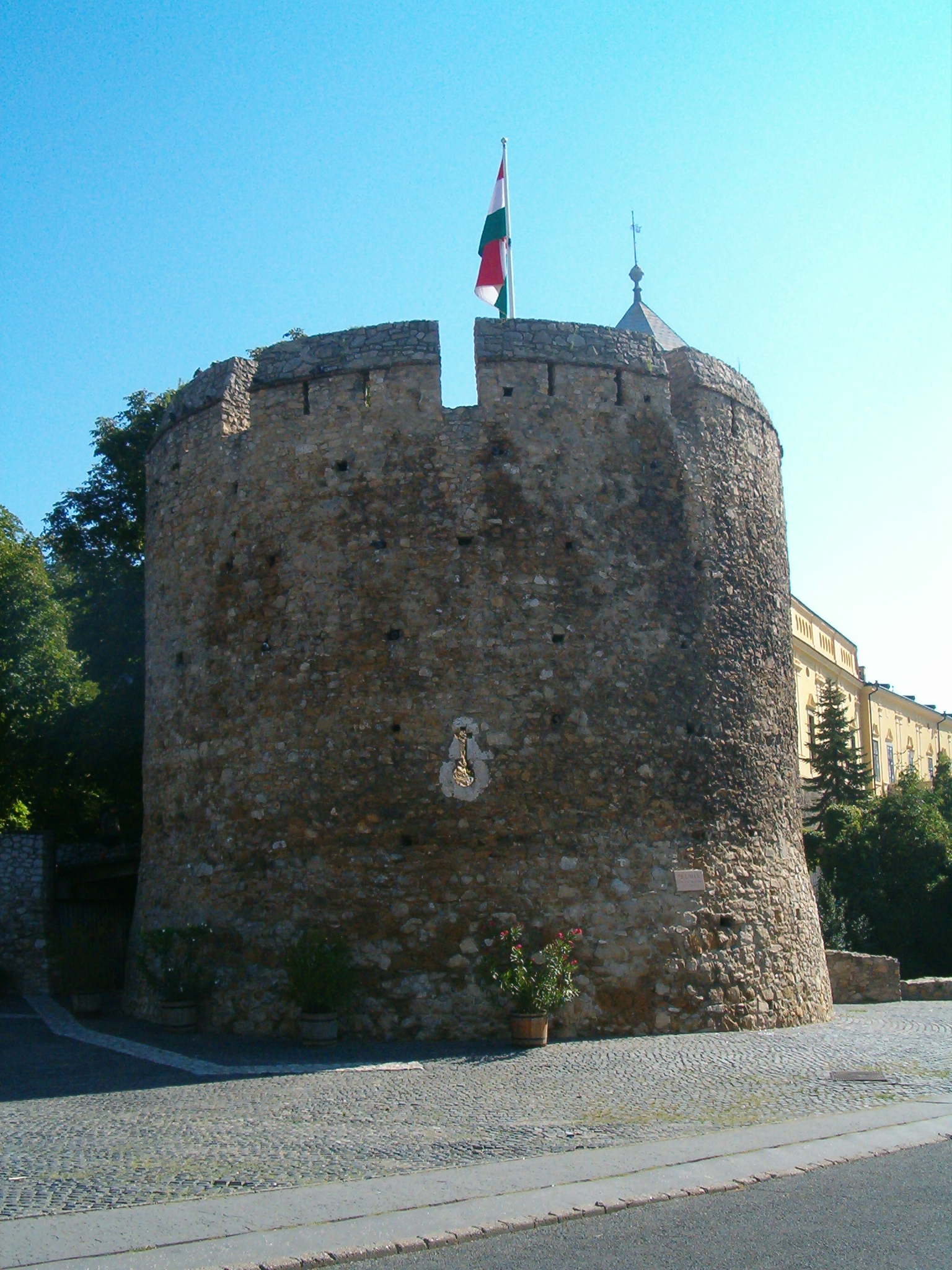
A Barbakán

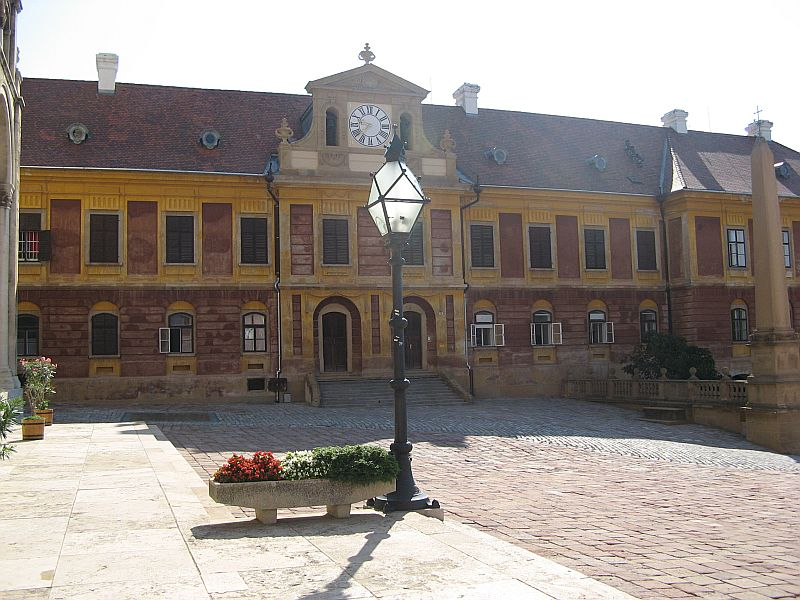
Dóm tér: a káptalani levéltár homlokzata a székesegyház oszlopai mellől nézve

Az ország véleménye megosztott volt abban a tekintetben, ki legyen a magyar király. Pécs városa Habsburg Ferdinándot támogatta, Baranya vármegye többi része azonban Szapolyai Jánost. 1527 nyarán Ferdinánd legyőzte Szapolyai seregeit, és november 3-án megkoronázták. Ferdinánd megjutalmazta a várost hűségéért, és az 1528 februárjában kiadott két oklevelében felmentette a várost 12 évnyi adózás alól, és ezzel lehetőséget nyújtott a város újjáépítésére és megerősítésére.
1529-ben a törökök újra elfoglalták Pécset, és Bécs ellen vonultak, de nem sikerült elfoglalni a várost. 1532 ismét próbálkoztak a Habsburg főváros elfoglalására. Ekkor török nyomásra a város elfogadta Jánost királynak, aki egy hónapot élt a városban 1533 tavaszán. 1540-ben a király meghalt. 1541-ben a törökök csellel elfoglalták Budát, és utasították Izabellát, János özvegyét, hogy adja nekik Pécset, amely stratégiai fontossággal bírt. A lakosok az ellenállás mellett döntöttek, sikeresen meg is védték a várost, és hűséget esküdtek Ferdinándnak, aki eleinte segítette őket, később azonban tanácsadói javaslatára inkább Székesfehérvárra és Esztergomra összpontosított. Pécs lakói tudták, hogy Ferdinánd segítsége nélkül nem tudják tartani a várost, ezért 1543. július 20-án önként megnyitották a kapukat az Gázi Kászim bég előtt.
Miután elfoglalták, az oszmán hódítók megerősítették és igazi keleti várossá formálták Pécset. A templomokat mecsetté alakították (törökül: cami, ejtsd dzsámi) – két dzsámi ma is áll, de az egyik mára keresztény templom lett. Ezenkívül török fürdők, türbék épültek, Korán-iskolákat alapítottak (medresze), a Tettyén szufi kolostort is építettek (tekke). Pecsuj (Pécs) jelentős balkáni kereskedővárossá alakult, amelynek szépségét a híres török utazó, Evlija Cselebi Isztambulhoz hasonlítja. Kiemeli a tiszta vizű patakok jelenlétét és fontosságát a városban. Mint gazdag oszmán kereskedőváros, Pécs száz éven át a béke szigete volt a körülötte forrongó, háborús zűrzavarban.
Pécs lett a 16. század végén az unitarizmus egyik központja. A Mindenszentek templomát 1570-től egészen 1691-ig használták. A városban lelkészképzés is folyt a helyi unitárius főiskolán, 1588-ban hitvitát (Pécsi Disputa)is tartottak Skaricza Máté ráckevei reformátorral és Válaszuti György pécsi pécsi unitárius lelkésszel, a pécsi polgárokkal és unitárius lelkészekkel.
Székely Mózes erdélyi fejedelem is felkereste a Krími Kánság vezetőjét Pécsen, 1602–1603 telén. Gázi Giráj kánnal folytatott megbeszéléseit Pecevi Ibrahim írta le a Tarih-i Pecevi című, Isztambulban megjelentett művében. Erre a leírásra tesz utalást Várfalvi Nagy János is. Székely Mózes Pécsről még ugyanazon a télen, novemberben vagy decemberben Isztambulba ment, hogy személyesen kérje fejedelmi kinevezésének megerősítését a szultántól.
1664-ben Zrínyi Miklós seregei Pécshez értek. Zrínyi tudta, hogy ha beveszi is a várost, nem tudja tartani, olyan mélyen volt bent oszmán területen. A Mecsekről mozsárágyúkkal lövette szét, majd kifosztotta és felégette; a várát viszont nem sikerült bevennie. A középkori Pécs ezzel el is pusztult (lásd bővebben: Pécs ostroma 1664-ben).
Buda felszabadítása után (1686) a keresztény sereg Pécs felszabadítására indult. Az elővéd be is tört a városba, és kifosztotta, ugyanis a falakat nem erősítették meg az évek során. A törökök látták, hogy nem fogják tudni tartani a várost, ezért felégették, és behúzódtak a várba. Badeni Lajos serege október 14-én elfoglalta a várost és lerombolta a várba vezető vízvezetéket. A bennrekedt törököknek így nem volt más választásuk, október 22-én feladták a várat is.
A városban haditörvényszék uralkodott, Karl von Thüngen parancsnok irányítása alatt. A bécsi udvar először el akarta pusztítani a várost, de később úgy döntött, megtartja, hogy ellensúlyozza a még mindig török kézen lévő Szigetvár befolyását.
2011-es kutatások szerint a török korban Pécs lakosságának 2/5-e magyar volt és több mint fele délszláv. A város vezetői muzulmán délszlávok voltak.

## A város újjászületése

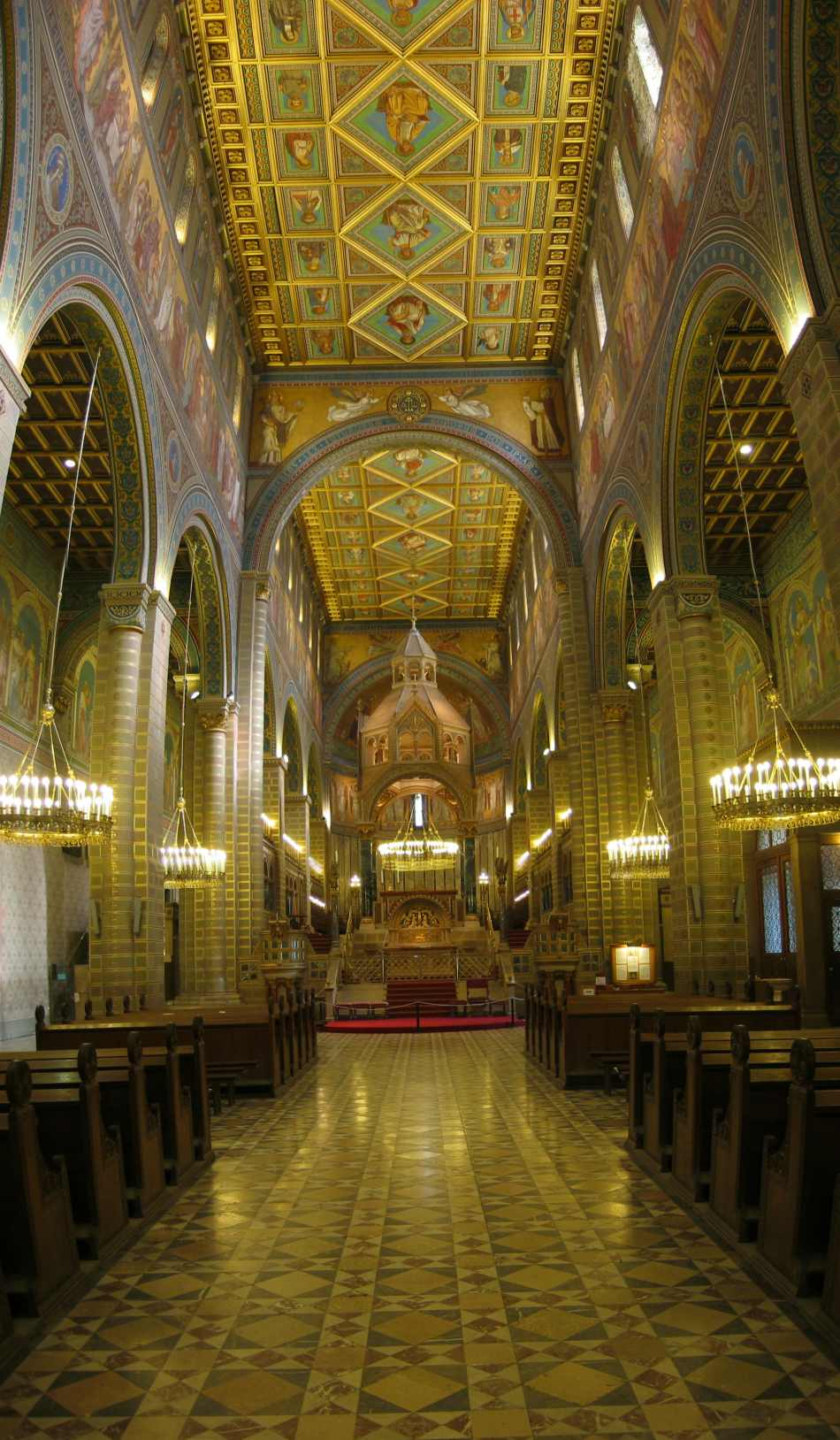
A székesegyház belseje

A város lassan újra fejlődésnek indult, de korábbi pompáját többé soha nem érte el. A fejlődést tovább lassította az 1690-es években kitört két pestisjárvány.
1688-ban a dél-német tartományokból telepesek érkeztek a városba az elmenekült és legyilkolt lakosság pótlására. Az elkövetkezendő időkben Pécs népességének körülbelül egynegyede volt magyar, a többiek németek, illetve délszlávok voltak. A fallal körülvett belvárosba jellemzően német lakosság költözött, a délszlávok a falon kívüli külvárosokban telepedtek le, míg a magyar kisebbség nagyrészt a város környéki szőlőhegyeken lakott. Pécs nem támogatta a Rákóczi-szabadságharcot, ezért II. Rákóczi Ferenc seregei 1704-ben kifosztották a várost.
A 18. században fejlődésnek indult az ipar, céhek alakultak. A török-balkáni hagyományoknak köszönhetően folytatódott a bőrfeldolgozás, új városháza épült, megindult a kereskedelem és a német telepeseknek köszönhetően virágzott a szőlőtermesztés. A század végén megkezdődött a kőszén bányászata. A lakosság – más városokhoz hasonlóan – főként iparűzéssel foglalkozott, de emellett a mezőgazdasági termelésnek (különösen a szőlészetnek) is igen nagy szerep jutott a város polgárainak életében. A mesterek ismét céhekbe szerveződtek, s fontos feladatokat láttak el a városi közigazgatásban is. Fellendült a kereskedelem, a Fő (ma Széchenyi tér), s a Kis (ma Jókai tér) újra a vásárok, piacok színhelyévé vált. Ebben az időben még sok volt a földszintes épület, a külvárosokban pedig a tűzveszélyesebb szalmatetős házak álltak. Ugyanakkor emeletes, cseréptetővel fedett egyházi, magán- és városi-megyei hivatali épületek is meghatározták a városképet (Városháza, Vármegyeháza, Káptalani Levéltár épülete stb.). Voltak mesteremberek, (pl. aranyművesek, csizmadiák, szabók stb.) akiknek műhelyei, illetve lakhelyei a belváros legforgalmasabb, központi részén, annak kelet-nyugati tengelyében, illetve a főtéren helyezkedtek el. Ugyanakkor Pécs iparának központja ekkor még a belvárostól keletre található terület volt. Itt, a Tettye-patak mentén malmok, műhelyek sorakoztak (puskapor-, gabonaőrlő-, papírmalom, olajütő, kállósműhelyek stb.) s e fontos vízforrást használták a patak mentén települt tímárok is.
A város szeretett volna megszabadulni hűbérurától, a pécsi püspöktől és szabad királyi várossá válni. Klimó György püspök ebbe bele is egyezett volna, azonban Róma megtiltotta neki. A püspök rendkívül felvilágosult ember volt, ő alapította a város első nyomdáját, és 1774-ben az ország első nyilvános könyvtárát is ő hozta létre, ehhez mintegy 3000 könyvet a püspöki könyvtárból adott át. Anyaga ma a Pécsi Egyetemi Könyvtár állományát gazdagítja. Végül Mária Terézia úgy tett eleget a pécsiek kérésének, hogy 1780-ban (más adatok szerint 1777-ben), miután a püspök meghalt, a várost szabad királyi városi rangra emelte, még mielőtt az új püspököt kinevezték volna. Pécs szabad királyi város 1780. január 21-étől lett.
Az 1787-ben II. József által elrendelt első népszámlálás szerint a városban 1474 ház állt, ezekben 1834 család lakott, összesen 8853 lakossal, ebből 133 pap és 117 nemes volt.
1785-ben a Győri Akadémia Pécsre költözött, és az idők folyamán jogi akadémiává alakult.

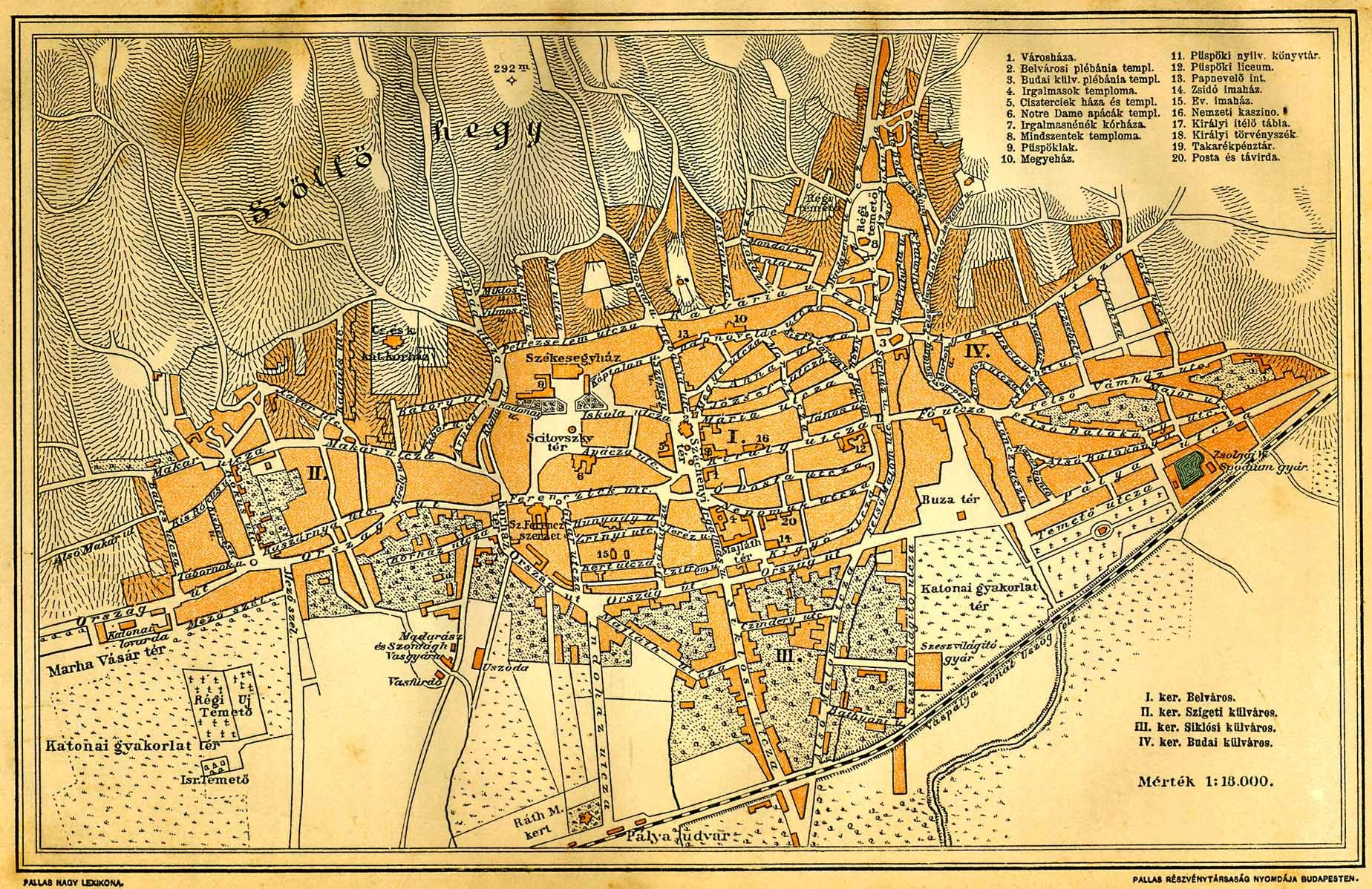
19. századi Pécs-térkép

## 19. század

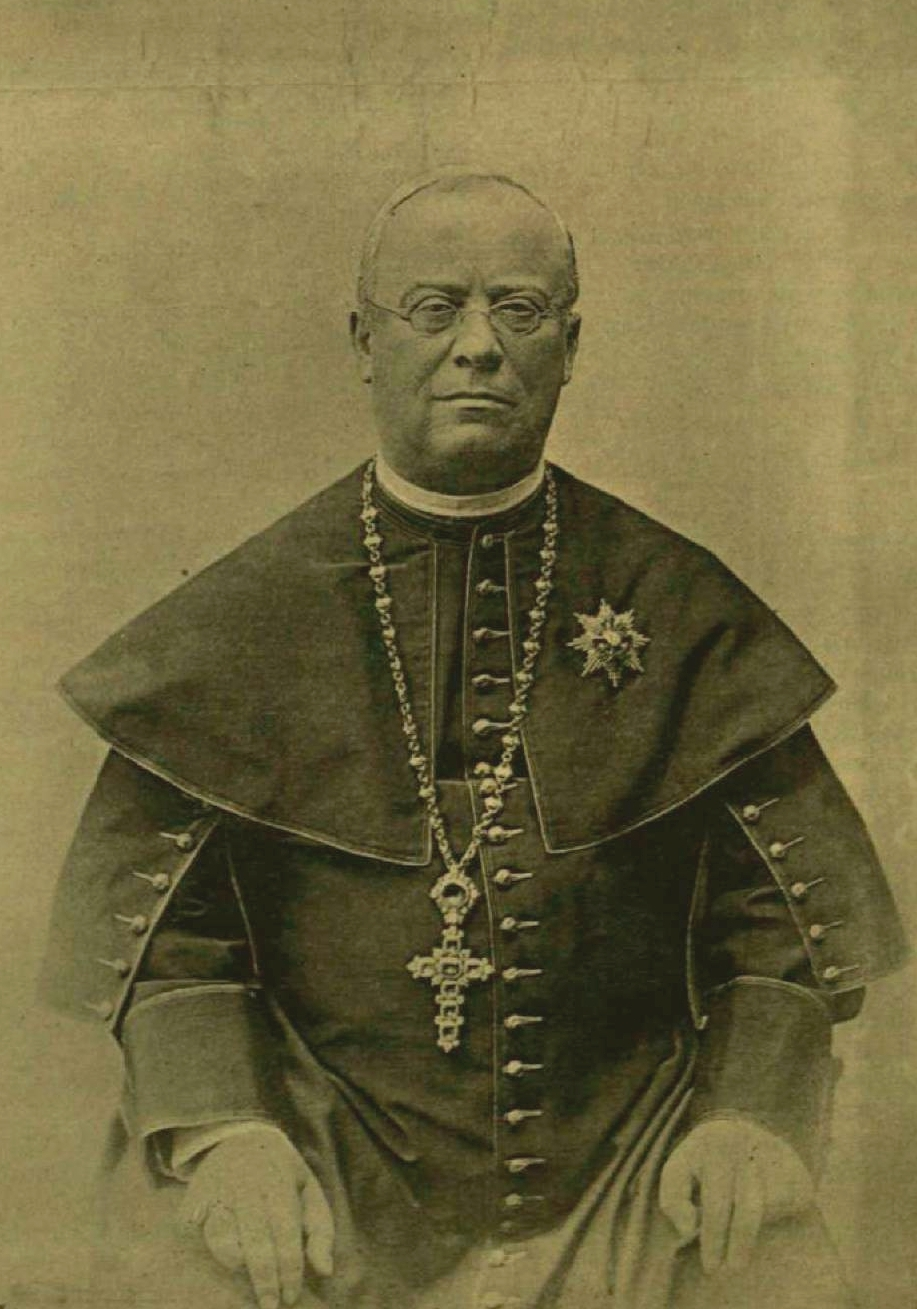
Dulánszky Nándor (1829–1896) pécsi püspök

A 19. század eleje a polgárság meggazdagodásának korszaka volt. 1839-ben felépült a város első kőszínháza. 1848-ra 1739 ipari munkás élt Pécsett, a manufaktúrák némelyike országszerte ismert volt.
A vasgyár és a papírgyár a kor legmodernebbjei közé tartozott. A városban több jelentős bőrgyártó szervezet működött, a sok kicsi üzem mellett a Hamerli-, a Höfler-és az Erreth-üzemek váltak meghatározóvá. Igen fontosak voltak a gép- és vasipari üzemek, amelyek közül a Czindery és az Alsómalom utca sarkán álló Haberényi-(később Hamerli) gépgyár az egyik legjellegzetesebb emlék, de meg kell emlékeznünk a rézművesekről, harangöntőkről, a mezőgazdasági eszközöket gyártókról, s a messze földön híressé vált Angster orgonagyárról is. A fejlődésnek induló gyáripar mellett megmaradt és sokat bővült a kisipar. Szorosan kötődött a pécsi ipar fellendüléséhez a helyi kereskedelem bővülése, a modern pénzintézmények (bankok, biztosítók stb.) szaporodása, a vasútrendszer kiépülése, az oktatási rendszer szélesedése. Hamarosan cukorgyár és sörgyár is épült. Ekkor jött létre a híres Zsolnay porcelángyár, amelyet I. Ferenc József két alkalommal is meglátogatott. Jelentős volt a szénbányászat. A városnak ekkor 14 616 lakója volt.
Az 1848–49-es forradalom és szabadságharc híre, 1848. március 18-án érkezett meg Mohács felől, és a városban több szimpatizáló plakát is megjelent. Pécset rövid ideig horvát sereg tartotta megszállva. 1849 januárjában Habsburg-csapatok élén gróf Nugent tábornok serege foglalta el.
A kiegyezés (1867) után, az alkotmány helyreállítása után Pécs gyorsan fejlődött, mint az ország legtöbb városa. 1868-tól vasút kötötte össze Barccsal, 1882-től Budapesttel is. A barcsi, mohácsi (elsőként ez épült meg, már 1857-ben) és budapesti vasútvonalak új lendületet adtak a város fejlődésének.
Dulánszky Nándort 1877. június 1-jén pécsi püspökké nevezte ki a király. Dulánszky aktívan tevékenykedett a városban: restauráltatta a pécsi székesegyházat, megalapította a gregorián énekiskolát, korszerűsíttette az egyházmegyei nyomdát, valamint öt leányiskolát alapított az irgalmas nővérek segítségével.
Mivel a város tehetősebb lakói szerették a kultúrát, viszont a püspöki könyvtár nem volt elegendő, így felépült a jelenlegi klasszicista stílusú új könyvtárépület, a mai Szepesy Ignác utcában. Liszt Ferenc két koncertet is adott a városban a hangversenyszerető közönségnek, 1846 végén. Vendégkönyvében I. Ferenc József neve áll az első lapon. Az uralkodó két ízben látogatta meg.

## 20. század

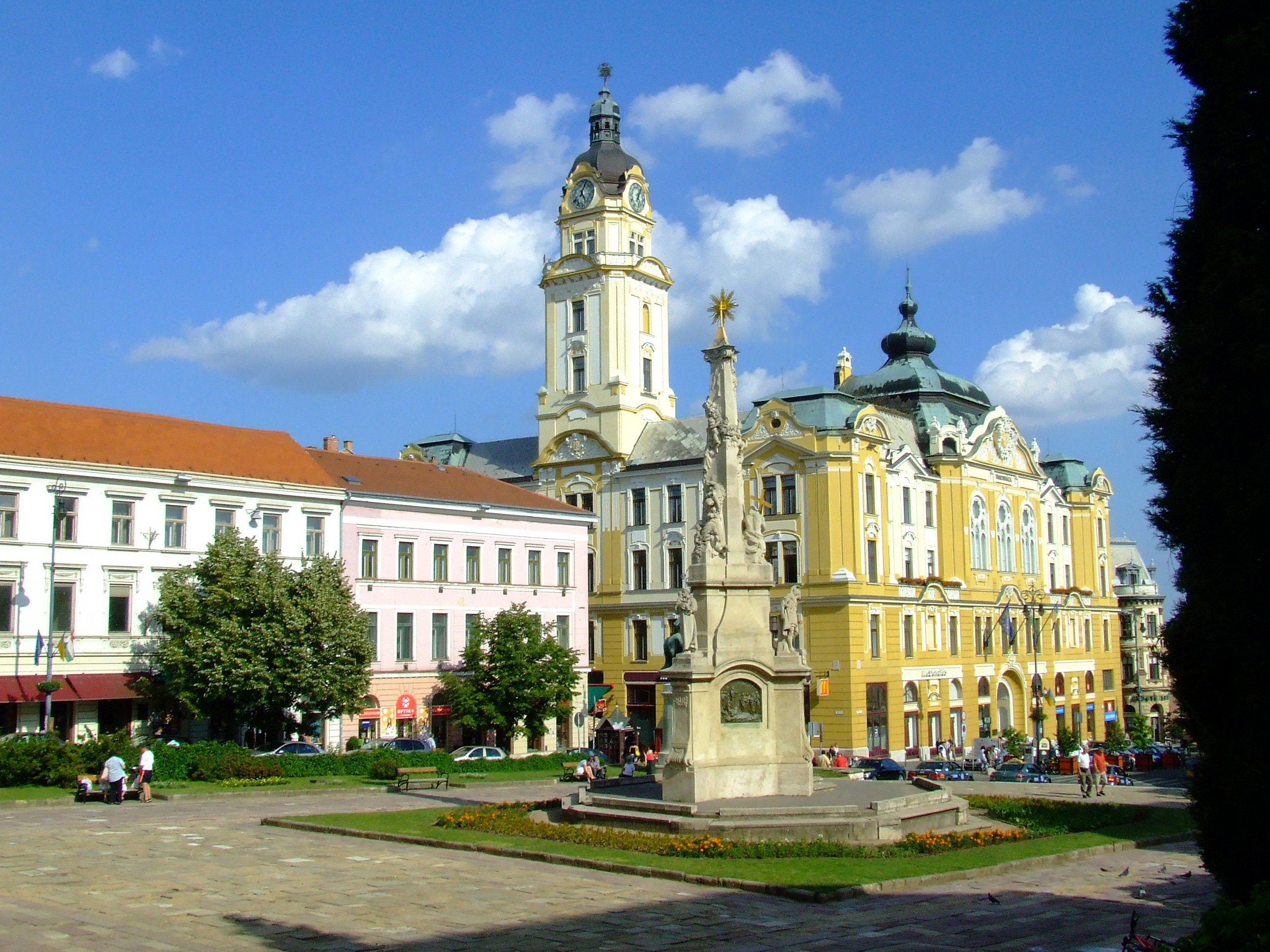
A Széchenyi tér 2009 előtt

Már a világháború előtt elindult a városban a villamosközlekedés. 1912-ben pedig megindult a termelés a pécsi Dohánygyárban.
Az első világháború végén, 1918. május 20-án az újvidéki szerb nemzetiségűek alkotta 6. császári és királyi gyalogezred felkelt, és elfoglalta a Frigyes főherceg laktanyát. A lázadás oka az volt, hogy az 500 fős menetszázad nem akart a frontra menni, továbbá ellátmányból is nagyobb adagot és új ruhákat követeltek. A felkelés azonban öt nap múlva elbukott, 15 vagy 17 főt végeztek ki.
1918 októberében Baranya déli részét szerb-antant csapatok foglalták el, amelyek megszállva tartották a várost 1921-ig; ez idő alatt a Baranya–bajai Szerb–Magyar Köztársaság része. A szerb megszállás és rablás visszavetette a pécsi ipar és kereskedelem fejlődését. Az új országhatárok meghúzása miatt a déli piaci területek elvesztek a város számára. 1923-ban, a háború után az elcsatolt Pozsonyból az Erzsébet Tudományegyetem Pécsre költözött, ami máig tartó lendületet adott a város szellemi fejlődésének.
A második világháború alatt Pécs csak kisebb károkat szenvedett, annak ellenére, hogy 20-25 kilométerre délre, Villány környékén nagy tankcsata zajlott. Ez annak köszönhető, hogy a város nyugalmazott katonai parancsnoka, Péchy Kálmán rábeszélte az akkori német vezetést a város katonai kiürítésére. Így a várost csupán egy kisebb bombatámadás érte a vasútállomás környékén. A Vörös Hadsereg 1944. november 29-én foglalta el Pécset, ezzel véget ért a városban a háború. Az 1940-es évek vége felé az addigi magántulajdonosokat megfosztották vagyonuktól, az ipari üzemek pedig állami tulajdonba kerültek.
A háború után addig soha nem látott mértéket öltött Pécs fejlődése. A város Magyarország egyik ipari központjává nőtte ki magát. Elsősorban a bányászat fejlesztése, hiszen az országban egyedül Pécsett és Komlón bányásztak a vas- és acélgyártás számára nélkülözhetetlen kokszolható feketeszenet. Ezen túl az 1960-as évek elején megkezdték az uránérc kitermelését, az 1980-as évekre már öt bányaüzemben. A város lakosságszáma emiatt jelentősen megnőtt, akkorra már 180 000-re. Az 1963-ban átadott Pécsi Házgyár termelésének eredményeként két új városrész született: Uránváros és Megyer. Ezzel párhuzamosan kiépült az új lakótelepek távfűtési rendszere is. Fejlődött a Mecseki Parkerdő, ahol társadalmi munkában felépült a vidámpark, az állatkert, és a mostani Mecseki kisvasút elődje, az Úttörővasút. Számos új kirándulóhely, üdülőfalu épült ki a város környékén. A Misina-tetőn a korábbi televíziós adótorony és kilátó helyére 1973-ra új tornyot építettek, amely azóta Pécs egyik jelképévé vált. A Magyar Néphadsereg átalakítása Pécs városát is érintette. A kertvárosi Bajcsy-Zsilinszky Endre Laktanyában állomásozó 22. Gépesített Lövészezredet felszámolták 1987-ben, majd 4 évvel később maga a laktanya is bezárt.

## A rendszerváltás óta

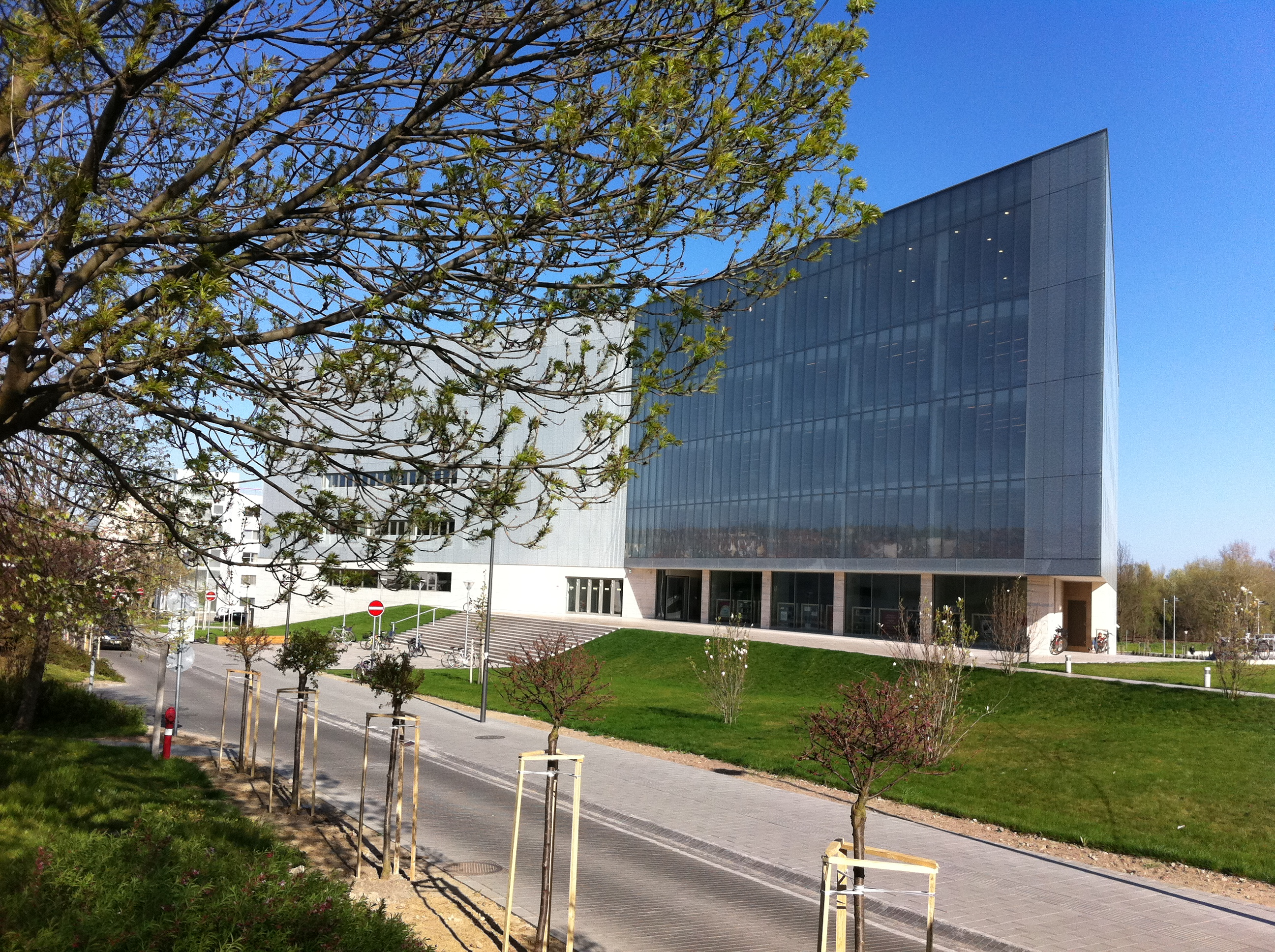
A 2010-ben épült tudásközpont

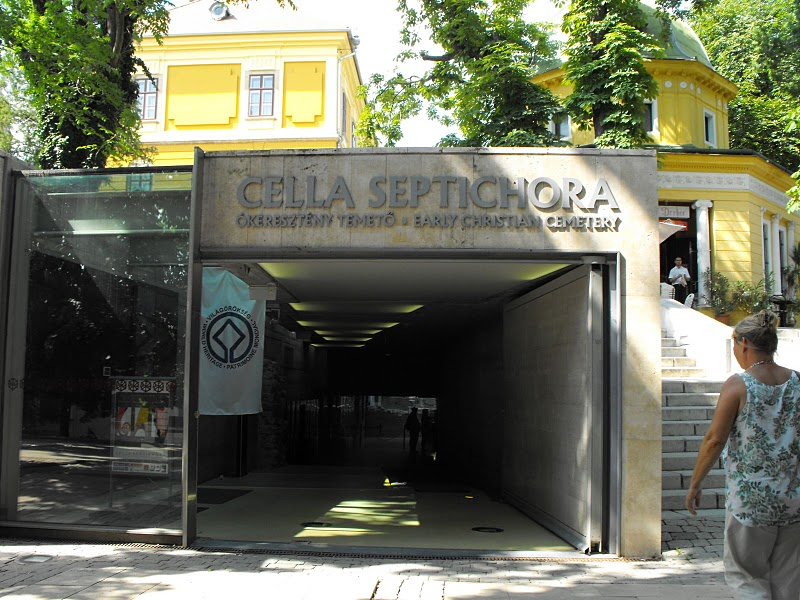
A Cella Septichora bejárata

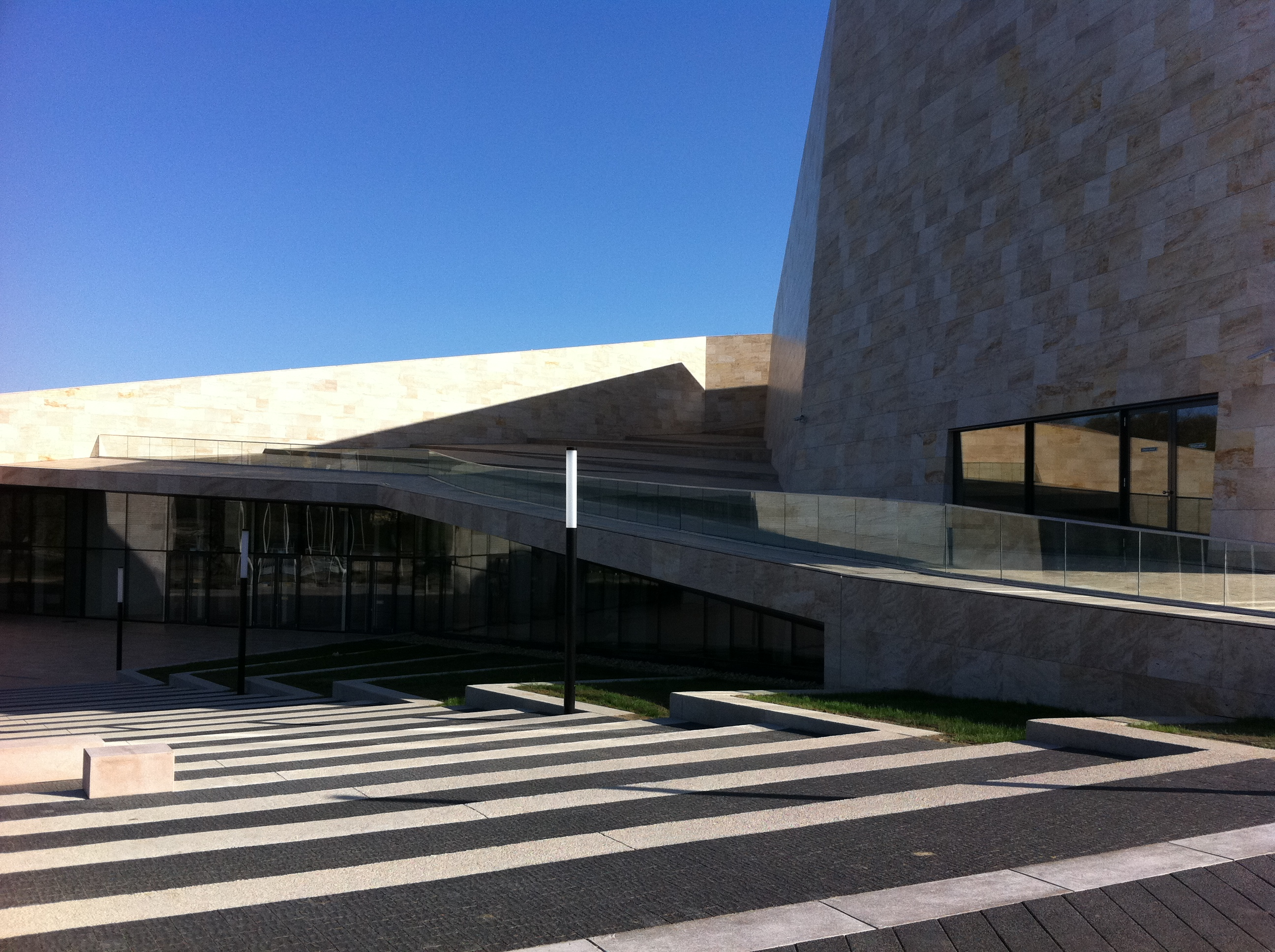
A 2010-ben épült Kodály Központ

A rendszerváltás utáni idők Pécset érzékenyen érintették, az ipari üzemeket a gazdaságtalanságra hivatkozva szinte kivétel nélkül bezárták, az új ipartelepítések jelentéktelen szinten maradtak a korábbiakhoz képest, a munkanélküliség hatalmasra nőtt. Az 1990-es években a délszláv háború közelsége a turizmust is jelentősen visszavetette. Az utolsó években már csak jelentéktelen szinten működő szénbányászat 2004 májusában szűnt meg. A sorkatonaság megszüntetése után pár héttel, 2004. november 30-án felszámolták a városban állomásozó MH 101. Szigetvári Zrínyi Miklós Vegyes Tüzérdandárt, amely a Magyar Honvédség utolsó tüzérdandárja volt. Az alakulat megszüntetése 500 főt érintett. A város szélén álló egykori laktanya 2009-ben magánkézbe került, 2010-ben pedig a helyszínen megkezdődtek a bontási munkálatok.
Bár az elmúlt ezredfordulón megváltozott a város gazdasági szerkezete – egyre inkább a tudás-, az egészségügyi, a kulturális ipar lép előtérbe – ami azonban nem változott, Pécs sokarcú település maradt, ahol a nemzetiségek hagyományai, értékei ötvöződnek. Ez is segíthette annak a törekvésnek a valóra válását, hogy Pécs nyerte el 2005. október 19-én a 2010-es Európa kulturális fővárosa (EKF) címet (megelőzve Miskolc és Eger városát), ennek keretében hatalmas projektekkel látott neki a város önkormányzata a fejlesztésekhez. A nagy beruházások, úgymint a Kodály Központ, a Dél-dunántúli Regionális Könyvtár és Tudásközpont és a Zsolnay Kulturális Negyed nem készültek el a 2010-es év első felére, emiatt Pécs vezetése alternatív helyszínekkel is készült (a Pécsi Nemzeti Színház, a Pécsi Tudományegyetem orvoskari aulája, valamint a zsinagóga). Az EKF hivatalos nagykövetei a Pannon Filharmonikusok, a Mizo Pécs 2010 női kosárlabdacsapat, Vujity Tvrtko riporter, a Pécsi Vasutas Koncertfúvós Zenekar és a Pécsi Balett voltak. A Pécsi Országos Színházi Találkozó (közismert nevén POSZT) immár az ország egyik legjelentősebb kulturális eseménye. Az Ókeresztény sírkamrákat az UNESCO már a világörökség részeként jegyzi. Az elkészült M6-os és M60-as autópálya pedig Budapesttel teremtett gyors közúti kapcsolatot.
2010-ben a város élete erőteljesen felpezsdült. Számtalan daru nőtt ki a földből, mindenfelé felújítások és építkezések folytak. Látványosan emelkedett a turisták száma is a megyeszékhelyen. A TDM Pécs adatai szerint 25 százalékkal nőtt március és április hónapokban a vendégéjszakák száma az előző évhez képest. A kulturális főváros rendezvénysorozatra összesen 44,5 milliárd forint jutott.
2016-ban hosszú évtizedek után lebontották a pécsi magasházat. A 25 emeletes ház helyén fejlesztéseket tervez az önkormányzat.
2017-re a város csődközelbe került, ezért a kulturális intézmények megsegítésére 1,77 milliárd forintot utalt a kormány a városnak. A Fidesz pedig a város élére egy stratégiai irányító testületet nevezett ki Páva Zsolt polgármester helyett.

### Külső hivatkozások
- Pécsi Stúdió Blog – Visszatekintés a 80-as évekre, töredékek a város videós múltjából.
- A Pécsi Dohánygyár története
- A Baranya Megyei Múzeumok Igazgatóságának honlapja